# Motueka
Motueka es una ciudad localizada en Isla del Sur de Nueva Zelanda (41° 7' S - 173° 0' E). Está situada cerca de la desembocadura del río Motueka, en la orilla occidental de la bahía de Tasmania. Es, tras Richmond, la segunda ciudad más grande de Tasman, con una población de unos 7200 habitantes (2005).
- Datos: Q489458
- Multimedia: Motueka / Q489458